# Thinocorus orbignyianus
Thinocorus orbignyianus là một loài chim trong họ Thinocoridae.